# 6 de diciembre
El 6 de diciembre es el 340.º (tricentésimo cuadragésimo) día del año en el calendario gregoriano y el 341.º en los años bisiestos. Quedan 25 días para finalizar el año.

## Acontecimientos
- 35: en la actual Guatemala, se documentan los primeros escritos de América, estelas de época olmeca tardía.
- 1060: en Hungría, Bela I es coronado rey.
- 1196: Tello Pérez de Meneses funda el Hospital de Villamartín y lo dona a la Orden de Santiago.
- 1196: se produce la inundación de San Nicolás que cubre de agua el norte de los Países Bajos y la zona del Zuiderzee, incluyendo la isla Griend.
- 1240: en el marco de la Invasión mongola de Rus de Kiev, Kiev ―bajo el dominio de Danylo de Halych y Voivode Dmytro― cae en manos de los mongoles de Batu Kan.
- 1248: El príncipe Alfonso el Sabio de Castilla entra oficialmente en la ciudad de Alicante, tras la conquista de su castillo dos días atrás.
- 1534: en Ecuador, los conquistadores españoles cambian el nombre de la aldea indígena de Quitu por San Francisco de Quito (hoy capital de la República de Ecuador).
- 1703: entre el 5 y el 9 de diciembre («24 a 28 de noviembre» según el calendario juliano vigente en esas fechas en Europa) en las islas británicas se produce la Gran Tormenta de 1703 ―la más violenta registrada en la Historia de la región―. Comenzó el 5 de diciembre, abarcando un área de 500 km de anchura, desde Gales, el centro y el sur de Inglaterra, el mar del Norte, los Países Bajos y el norte de Alemania. Se informaron tornados. El periodista y escritor británico Daniel Defoe (autor de Robinson Crusoe) escribió que fue «la más terrible tormenta que haya visto el mundo». Se hundieron muchos barcos de las flotas de guerra neerlandesas y británicas, con centenares de ahogados. En muchos lugares se produjeron marejadas ciclónicas. Las inundaciones generadas ahogaron a un número indeterminado de personas (entre 8000 y 15 000).
- 1704: en Panyab (noroeste de la India) un ejército mogul derrota a soldados sijes en la Batalla de Chamkaur.
- 1741: termina el reinado del zar Iván VI de Rusia.
- 1745: el ejército de Carlos Eduardo Estuardo comienza la retirada durante el segundo Levantamiento jacobita.
- 1768: en Londres se publica la primera edición de la Enciclopedia británica.
- 1791: Wolfgang Amadeus Mozart recibe sepultura en el cementerio de San Marx de Viena, en una tumba comunitaria simple.
- 1797: en España, el militar español Joaquín del Pino Sánchez de Rozas es nombrado Gobernador de Chile.
- 1810: en la ciudad de Guadalajara (México), el sacerdote Miguel Hidalgo y Costilla declara la abolición de la esclavitud.
- 1811: en Buenos Aires se subleva el Regimiento de Patricios, reclamando el regreso de su primer líder, Cornelio Saavedra.
- 1821: en San Nicolás de los Arroyos (Argentina) se entroniza la imagen del obispo turco san Nicolás de Bari como santo patrono de la ciudad.
- 1852: en Buenos Aires, las fuerzas de la Confederación Argentina inician el sitio de Buenos Aires.
- 1863: en Colombia se produce la Batalla de Cuaspud entre Colombia y Ecuador con victoria colombiana.
- 1865: en los Estados Unidos, casi todos los estados ratifican la Decimotercera Enmienda a la Constitución de los Estados Unidos. En ella se abole la esclavitud.
- 1866: en Margolles (Asturias) cae un meteorito.
- 1868: en el Arroyo Ytororó, sobre el río Paraguay (a 25 km de Asunción) ―en el marco de la guerra de la Triple Alianza―, el ejército brasileño (12 000 soldados) logra la retirada del ejército paraguayo (4100 soldados) en la batalla de Ytororó. Se registran 1864 bajas brasileñas y 1116 bajas paraguayas.
- 1877: en Washington D. C. (Estados Unidos) se publica el primer número del The Washington Post.
- 1877: en los Estados Unidos, el inventor Thomas Alva Edison, usando su nuevo fonógrafo, realiza la primera grabación de una voz humana.
- 1879: en República Dominicana finaliza el segundo periodo de Cesáreo Guillermo como presidente.
- 1890: Charles Robert Richet realiza la primera inyección sueroterapéutica en un hombre.
- 1897: Londres se convierte en la primera ciudad que da licencias de taxi.
- 1904: en los Estados Unidos, el presidente Theodore Roosevelt ―como reacción al Bloqueo naval a Venezuela de 1902-1903― agrega a la doctrina Monroe («América para los americanos») el corolario Roosevelt («América para los estadounidenses»).
- 1906: en Perú se funda el distrito de Chimbote.
- 1912: un equipo arqueológico alemán descubre en Tutmose el busto de piedra caliza de la reina Nefertiti, esposa del rey Akenatón.
- 1914: en la Ciudad de México, las tropas de Pancho Villa y de Emiliano Zapata ocupan el Palacio Nacional.
- 1916: en el marco de la Primera Guerra Mundial, las Potencias Centrales capturan Bucarest.
- 1917: Finlandia declara su independencia del Imperio ruso
- 1923: en Turquía, el Sínodo Ecuménico elige al metropolitano de Kadiköy (Calcedonia), Gregorio, como nuevo Patriarca Ecuménico de Constantinopla (Estambul) con el nombre de Gregorio VII.
- 1925: Karl Wilhelm Reinmuth descubre el asteroide Aquilegia (1063).
- 1928: en Ciénaga, cerca de Santa Marta, en la costa caribeña de Colombia, entre el 5 de diciembre y el 6 de diciembre, el Gobierno de Miguel Abadía Méndez manda asesinar a 1800 trabajadores que estaban en huelga contra la empresa estadounidense United Fruit Company (Masacre de las Bananeras).
- 1935: en Pedro Juan Caballero (Paraguay) se funda el Club Sportivo 2 de Mayo.
- 1941: en el marco de la Segunda Guerra Mundial, el Reino Unido declara la guerra a Finlandia por la agresión finlandesa a la Unión Soviética durante la Guerra de Continuación. El Reino Unido y Finlandia estarán en guerra hasta el final de la Segunda Guerra Mundial.
- 1944: en Bolivia, se cambia el nombre de la provincia Cercado de Santa Cruz (donde se ubica la capital del departamento, Santa Cruz de la Sierra) por el de Andrés Ibáñez, para honrar al caudillo revolucionario anarquista del mismo nombre.
- 1956: en los Juegos Olímpicos de Melbourne ―en el marco de Revolución húngara― se produce un partido de waterpolo entre Hungría y la Unión Soviética.
- 1956: en los Juegos Olímpicos de Melbourne 1956, el clavadista mexicano Joaquín Capilla obtiene el primer lugar en la prueba de los 10 m, siendo el primer atleta no estadounidense desde 1924 en conquistar la medalla de oro en clavados.
- 1957: en un túnel a 80 metros bajo tierra, en el área U3e del Sitio de pruebas atómicas de Nevada (a unos 100 km al noroeste de la ciudad de Las Vegas), a las 12:15 (hora local) Estados Unidos detona su bomba atómica Pascal-C, de 20 kilotones. Es la bomba n.º 119 de las 1131 que Estados Unidos detonó entre 1945 y 1992.
- 1959: en Nápoles (Italia), se inaugura el San Paolo (Italia).
- 1967: en los Estados Unidos, el cirujano Adrian Kantrowitz (1918-2008) realiza el segundo trasplante de corazón (tres días antes, en Sudáfrica, el doctor Christian Barnard había realizado el primero).
- 1967: en un pozo a 195 metros bajo tierra, en el área U10ai del Sitio de pruebas atómicas de Nevada (a unos 100 km al noroeste de la ciudad de Las Vegas), a las 5:00 (hora local) Estados Unidos detona su bomba atómica n.º 530: Polka, de 0,2 kilotones.
- 1969: en Managua (Nicaragua), el tirano (presidente-dictador) Anastasio Somoza Debayle y su esposa Hope Portocarrero inauguran el Teatro Nacional Rubén Darío, diseñado por el arquitecto José Francisco Terán.
- 1971: la banda británica de rock Deep Purple escribe su canción más reconocida a nivel mundial, Smoke on the water.
- 1971: Pakistán y la India reconocen a la República de Bangladés (antes Pakistán Oriental).
- 1977: el Gobierno racista de Sudáfrica le otorga una independencia obligatoria a la región de Bofutatsuana para evitar tener que resolver sus problemas (surgidos a partir de la invasión británica en el último siglo. Ningún país del mundo reconoce ese hecho.
- 1978: en España se aprueba en referéndum la vigente Constitución española.
- 1982: en la aldea Las Dos Erres, 463 km al norte de la ciudad de Guatemala, el Gobierno del general Efraín Ríos Montt lleva a cabo el primer día de la Masacre de Las Dos Erres, en que torturarán y asesinarán a toda la población de la aldea (más de 500 personas de etnia quiché).
- 1989: en la ciudad de Montreal (Canadá) se produce la masacre de la Escuela Politécnica de Montreal.
- 1989: frente al edificio del DAS (el centro de inteligencia de Colombia), 3.5 km al noroeste del centro de la ciudad de Bogotá, sicarios pagados por el narcotraficante Pablo Escobar, líder del Cartel de Medellín, hacen explotar un autobús cargado con 9000 kilogramos de explosivos atentado terrorista al edificio del DAS) con el fin de matar al director de la institución, Miguel Alfredo Maza Márquez: mueren 63 personas y otras 600 quedan heridas, además de centenares de locales comerciales resultan destruidos.
- 1991: en la tienda de yogur ¡I Can’t Believe It’s Yogurt!, en la ciudad de Austin (capital del estado de Texas), son asesinadas cuatro adolescentes: Eran Ayers (13), Eliza Thomas (17), Jennifer Harbison (17) y su hermana Sarah Harbison (15). Estos asesinatos de la tienda de yogur nunca será resuelto.
- 1998: en Venezuela, Hugo Chávez sale victorioso en las elecciones presidenciales.
- 1998: en Bangkok (Tailandia) comienzan los XIII Juegos Asiáticos.[1]
- 2001: en América Latina se estrena la primera película de Harry Potter (Harry Potter y la piedra filosofal).
- 2001: en Canadá, la provincia de Terranova es renombrada como Terranova y Labrador.
- 2002: se produce una masacre en la plaza Francia de Caracas (Venezuela), resultando tres personas muertas y 29 heridas, cuando un hombre, João de Gouveia, arremete contra los ciudadanos de oposición que se manifestaban pacíficamente.
- 2005: en Dongzhou (China), en una protesta de campesinos, la policía asesina a un número indeterminado de personas.
- 2006: la NASA publica fotos de la Mars Global Surveyor que sugieren la presencia de agua en el planeta Marte.
- 2007: en México, la empresa Organización Soriana adquiere los Supermercados Gigante.
- 2008: en el barrio ateniense de Exarcheia un policía asesina al adolescente de 15 años Alexandros Grigorópulos, lo que provoca una serie de disturbios por todo el país.
- 2013: en (Brasil), se realiza el sorteo de grupos para la Copa Mundial de Fútbol de 2014.
- 2015: en (Venezuela), se realizan Elecciones parlamentarias. Por primera vez en 17 años el chavismo pierde una cuota de poder en Venezuela.
- 2018: en Guadalajara, México, Enrique Alfaro Ramírez asume el cargo de gobernador del estado de Jalisco.
- 2022: en Argentina, al emitirse la sentencia contra Cristina Fernández de Kirchner, se condenó penalmente por primera vez a un vicepresidente mientras ejercía su cargo por corrupción.[2]

## Nacimientos
- 225: Lorenzo de Roma, mártir y santo de la Iglesia católica (f. 258).
- 846: Hasan al-Askari, imán chiita (f. 874).
- 1285: Fernando IV, rey de Castilla y León (f. 1312).
- 1421: Enrique VI, rey inglés (f. 1471).
- 1478: Baltasar de Castiglione, escritor italiano (f. 1529).
- 1550: Orazio Vecchi, compositor italiano (f. 1605).
- 1608: George Monck, militar y político británico (f. 1670).
- 1637: sir Edmund Andros, gobernador británico en Norteamérica (f. 1714).
- 1640: Claude Fleury, historiador francés (f. 1723).
- 1642: Johann Christoph Bach, organista y compositor alemán (f. 1703).
- 1685: María Adelaida de Saboya, madre de Luis XV de Francia (f. 1712).
- 1721: Guillaume-Chrétien de Lamoignon de Malesherbes, político francés (f. 1794).
- 1721: James Elphinston, educador, fonólogo y lingüista escocés (f. 1809).
- 1752: Andrés Hubert Fournet, clérigo y santo francés (f. 1834).
- 1761: Tadeo Haenke, botánico, zoólogo y geólogo checo (f. 1817).
- 1775: Jane Austen, novelista británica (f. 1817).
- 1778: Louis Joseph Gay-Lussac, fisicoquímico francés (f. 1850).
- 1792: Guillermo II rey neerlandés (f. 1849).
- 1803: María Josefa de Sajonia, aristócrata alemana (f. 1829).
- 1805: Jean Eugène Robert-Houdin, ilusionista francés (f. 1861).
- 1812: Ana María Martínez de Nisser, heroína y escritora colombiana (f. 1872).
- 1814: Juan Prim, militar y político español (f. 1870).
- 1816: Nicolás Ollo, militar español carlista (f. 1874).
- 1821: Manuel Fernández y González, escritor español (f. 1888).
- 1823: Max Müller, filólogo, mitólogo y orientalista alemán (f. 1900).
- 1824: Concepción Bona, patriota dominicana que confeccionó la bandera de ese país, junto a María Trinidad Sánchez (f. 1901).
- 1835: Germano V, religioso griego, patriarca de Constantinopla (f. 1920).
- 1839: Manuel Ossorio y Bernard periodista español (f. 1904).
- 1841: Frédéric Bazille, pintor francés (f. 1870).
- 1844: Elena Sanz, cantante lírica española (f. 1898).
- 1849: August von Mackensen, mariscal de campo alemán (f. 1945).
- 1863: Charles Martin Hall, inventor e ingeniero estadounidense (f. 1914).
- 1868: Lisandro de la Torre, político argentino (f. 1939).
- 1869: Otto Nordenskjöld, geólogo sueco (f. 1928).
- 1872: Rafael Cepeda, médico, militar y político mexicano (f. 1947).
- 1872: Arthur Henry Adams, escritor australiano (f. 1936).
- 1872: William S. Hart, actor estadounidense (f. 1946).
- 1879: Rogelio Yrurtia, artista argentino (f. 1950).
- 1886: Shūmei Ōkawa, intelectual japonés (f. 1957).
- 1887: Joseph Lamb, pianista de ragtime y compositor estadounidense (f. 1960).
- 1887: Lynn Fontanne, actriz británica (f. 1983).
- 1888: Will Hay, cómico y actor británico (f. 1949).
- 1888: Emiliana de Zubeldía, compositora y pianista vasca (f. 1987).
- 1889: Sam Newfield, cineasta estadounidense (f. 1964).
- 1890: Dion Fortune, ocultista y escritora británica (f. 1946).
- 1890: Rudolf Schlichter, artista alemán (f. 1955).
- 1892: Sir Osbert Sitwell, escritor británico (f. 1969).
- 1895: Eugenio Matte Hurtado, político socialista chileno (f. 1934).
- 1896: Ira Gershwin, letrista de musicales de teatro estadounidense (f. 1983).
- 1898: Alfred Eisenstaedt, fotoperiodista germano-estadounidense (f. 1995).
- 1898: Gunnar Myrdal, economista sueco, premio Nobel de Economía en 1974 (f. 1987).
- 1900: Germán Arciniegas, escritor e historiador colombiano (f. 1999).
- 1900: Agnes Moorehead, actriz estadounidense (f. 1974).
- 1904: Ève Curie, escritora francesa (f. 2007).
- 1908: Baby Face Nelson, atracador estadounidense de bancos (f. 1934).
- 1912: Blackie, periodista, cantante y presentadora de radio y televisión argentina (f. 1977).
- 1913: Mercedes Ballesteros Gaibrois, escritora española (f. 1995).
- 1916: Kristján Eldjárn, político islandés (f. 1982).
- 1917: María Angélica Vilches profesora de oratoria y maestra argentina.
- 1917: Kamal Jumblatt, líder libanés (f. 1977).
- 1920: Dave Brubeck, pianista y compositor estadounidense de jazz (f. 2012).
- 1920: George Porter, químico británico, premio Nobel de Química en 1967 (f. 2002).
- 1921: Luis Cuenca, actor español (f. 2004).
- 1921: Piero Piccioni, músico y compositor italiano (f. 2004).
- 1924: Wally Cox, actor estadounidense (f. 1973).
- 1927: Jaime Fernández, actor mexicano (f. 2005).
- 1928: Bobby Van, cantante estadounidense (f. 1980).
- 1928: Sergio Molina, economista y político chileno.
- 1929: Nikolaus Harnoncourt, director de orquesta y músico austríaco (f. 2016).
- 1929: Alain Tanner, cineasta suizo.
- 1929: Javier Cortes Álvarez de Miranda, arqueólogo español, descubridor de la villa romana de La Olmeda (f. 2009).
- 1930: Eladio Cabañero, poeta español (f. 2000).
- 1930: Carmelo Cedrún, portero español de fútbol.
- 1931: Don King, promotor boxístico estadounidense.
- 1931: Zeki Müren, artista turco (f. 1996).
- 1933: Henryk Górecki, compositor polaco (f. 2010).
- 1936: David Ossman, comediante y escritor estadounidense.
- 1937: Alberto Spencer, futbolista ecuatoriano (f. 2006).
- 1938: Patrick Bauchau, actor belga.
- 1941: Bruce Nauman, escultor y pintor estadounidense.
- 1942: Peter Handke, escritor austriaco, premio nobel de literatura en 2019.
- 1942: Nancy MacKenzie, actriz de doblaje peruana; primera voz de Marge Simpson en la serie The Simpsons en Latinoamérica (f. 2024).
- 1943: Santo Biasatti, periodista argentino.
- 1944: Enrique Segoviano, director televisivo.
- 1945: Shekhar Kapur, cineasta indio.
- 1947: Lupita Ferrer, actriz de telenovelas venezolana.
- 1947: Geoffrey Hinton, científico computacional británico-canadiense, Premio Nobel de Física 2024.
- 1947: Miroslav Vitouš, músico checo.
- 1948: Keke Rosberg, piloto finlandés de Fórmula 1.
- 1948: JoBeth Williams, actriz estadounidense.
- 1949: Élmer Mendoza, escritor mexicano.
- 1950: Joe Hisaishi, compositor japonés.
- 1950: Ernesto Holman, compositor y bajista chileno.
- 1950: Lupita Lara, actriz mexicana.
- 1951: Paco Lobatón, periodista español.
- 1953: Tom Hulce, actor estadounidense.
- 1953: Masami Kurumada, mangaka japonés.
- 1955: Steven Wright, cómico estadounidense.
- 1956: Peter Buck, guitarrista estadounidense, de la banda REM.
- 1956: Randy Rhoads, guitarrista estadounidense, de las bandas Quiet Riot y Ozzy Osbourne (f. 1982).
- 1957: Andrew Cuomo, político estadounidense.
- 1958: Nick Park, director y animador británico.
- 1959: Satoru Iwata, empresario japonés.
- 1961: David Lovering, músico estadounidense, de la banda Pixies.
- 1961: Manuel Reuter, piloto de carreras alemán.
- 1962: Janine Turner, actriz estadounidense.
- 1962: Ben Watt, músico y cantante británico.
- 1963: Ulrich Thomsen, actor danés.
- 1963: Jesús Manuel Estrada, cantante colombiano de vallenato (f. 2003).
- 1964: Jorge González Ríos, cantante y productor chileno de la banda Los Prisioneros.
- 1965: Gordon Durie, futbolista escocés.
- 1965: Rafael Ferro, actor argentino.
- 1967: Judd Apatow, cineasta, guionista y productor estadounidense.
- 1968: Susy Shock, actriz, escritora y cantante argentina.
- 1968: Héctor Suárez Gomís, actor y comediante mexicano.
- 1968: Sadyr Zhaparov, político kirguís, Presidente de Kirguistán desde 2020.
- 1968: Oliver Masucci, actor alemán.
- 1969: Mark Gardener, músico inglés.
- 1970: Ulf Ekberg, músico sueco, de la banda Ace of Base.
- 1970: Michaela Jänke, actriz alemana.
- 1971: Richard Krajicek, tenista neerlandés.
- 1973: Níkos Christodoulídis, político chipriota, presidente de Chipre desde 2023.
- 1974: Maximiliano Pullaro, politólogo y político argentino, Gobernador de Santa Fe desde 2023.
- 1975: Noel Clarke, actor británico.
- 1976: Paolo Meneguzzi: cantante ítalo-suizo.
- 1976: Lindsay Price, actriz estadounidense.
- 1979: Tim Cahill, futbolista australiano.
- 1979: Luke Letlow, político estadounidense (f. 2020).
- 1979: Fran Yeste, futbolista español.
- 1979: Simone Hanselmann, actriz alemana.
- 1981: Santiago Matías, Alofoke. empresario, locutor, productor de radio y productor discográfico dominicano.
- 1982: Ryan Carnes, actor estadounidense.
- 1982: Alberto Contador, ciclista español.
- 1984: Sofia Hellqvist, princesa de Suecia.
- 1984: Kevin Oris, futbolista belga.
- 1985: Dulce María, actriz y cantante mexicana.
- 1987: Margot Bingham, actriz y cantautora estadounidense.
- 1993: Elián González, ingeniero industrial y militar cubano, más conocido porque protagonizó un incidente de significativa relevancia en los medios de comunicación a raíz de su llegada a Estados Unidos y su posterior devolución a la custodia de su padre en Cuba en 2000.
- 1994: Giannis Antetokounmpo, baloncestista griego.
- 1996: Stefanie Scott, actriz y cantante estadounidense.
- 1997: Sabrina Ionescu, baloncestista estadounidense.
- 1997: Dereck Kutesa, futbolista suizo.
- 1997: Gregor Kobel, futbolista suizo.
- 1997: Christian Kouamé, futbolista marfileño.
- 1997: Randy Nteka, futbolista francés.
- 2006: Millie Davis, actriz canadiense.

## Fallecimientos
- 345: Nicolás de Bari, obispo y santo turco (n. 270).
- 1185: Alfonso I, rey portugués (n. 1109).
- 1352: Clemente VI, papa francés (n. 1291).
- 1558: Juan de Celaya, humanista español (n. 1490).
- 1562: Jan van Scorel, pintor y arquitecto neerlandés (n. 1495).
- 1613: Anton Praetorius, luchador alemán contra la persecución de brujas y la tortura (n. 1560).
- 1658: Baltasar Gracián, escritor español (n. 1601).
- 1672: Juan II Casimiro Vasa rey polaco (n. 1609).
- 1718: Nicholas Rowe, poeta y dramaturgo británico (n. 1674).
- 1771: Giovanni Battista Morgagni, anatomista italiano (n. 1682).
- 1779: Jean-Baptiste-Siméon Chardin, pintor francés (n. 1699).
- 1815: Ramón García de León y Pizarro, último presidente de la Real Audiencia de Charcas, hoy Bolivia (n. 1745).
- 1845: Tomás Lander, periodista, politólogo, empresario, editor y político venezolano (n. 1787).
- 1855: William Swainson, biólogo y artista británico (n. 1789).
- 1865: Sebastián Iradier, compositor español (n. 1809).
- 1867: Pierre Flourens, biólogo francés (n. 1794).
- 1867: Giovanni Pacini, compositor italiano (n. 1796)
- 1873: Manuel Acuña, poeta mexicano (n. 1849).
- 1876: Manuel Cantero de San Vicente, economista y político español (n. 1804).
- 1882: Anthony Trollope, escritor británico (n. 1815).
- 1882: Alfred Escher, político suizo (n. 1819).
- 1883: Heinrich Wydler, botánico suizo (n. 1800).
- 1889: Jefferson Davis, político secesionista estadounidense (n. 1808).
- 1892: Werner von Siemens, ingeniero e industrial alemán (n. 1816).
- 1893: Nemesio Fernández Cuesta y Picatoste, periodista español (n. 1818).
- 1943: Ricardo León, escritor español (n. 1877).
- 1949: Leadbelly, músico y compositor estadounidense de blues y folk (n. 1888).
- 1951: José Estadella Arnó, médico y político español (n. 1880).
- 1951: J. Edward Bromberg, actor húngaro-estadounidense (n. 1903).
- 1952: Francisco S. Sánchez, sargento primero de la Fuerza Aérea Argentina y precursor de la Aeronáutica Argentina (Ley Nº18559 - BAP Nº2100) (n. 1886).[3]
- 1953: Konstanty Ildefons Gałczyński, poeta polaco (n. 1905).
- 1954: Lucien Tesnière, lingüista francés (n. 1893).
- 1955: George Platt Lynes, fotógrafo estadounidense (n. 1907).
- 1955: Honus Wagner, beisbolista estadounidense (n. 1874).
- 1956: B.R. Ambedkar, jurista, académico y político indio (n. 1891).
- 1961: Frantz Fanon, escritor y psiquiatra estadounidense (n. 1925).
- 1965: Muhammad Nayib ar-Ruba'i, político iraquí, presidente de Irak entre 1958 y 1963 (n. 1904).
- 1966: Juan Natalicio González, escritor y expresidente paraguayo (n. 1897).
- 1967: Óscar Diego Gestido, militar, político y presidente uruguayo (n. 1901).
- 1972: Janet Munro, actriz británica (n. 1934).
- 1974: Nikolái Gerásimovich Kuznetsov, almirante soviético (n. 1904).
- 1976: João Goulart, presidente brasileño (n. 1918).
- 1977: Juan Antonio Suanzes, militar y político español (n. 1891).
- 1983: Lucienne Boyer, cantante francés (n. 1903).
- 1985: Denis de Rougemont, escritor y filósofo suizo (n. 1906).
- 1985: Burr Tillstrom, marionetista estadounidense (n. 1917).
- 1988: Roy Orbison, cantante estadounidense (n. 1936).
- 1989: Frances Bavier, actriz estadounidense (n. 1902).
- 1989: John Payne, actor estadounidense (n. 1912).
- 1989: Eduardo Rudy, actor argentino (n. 1920).
- 1990: Paúlos Sidirópoulos, músico griego (n. 1948).
- 1990: Abd ul-Rahman Putra, primer ministro malayo, Padre de Malasia (n. 1903).
- 1991: Orestes Omar Corbatta, futbolista argentino (n. 1936).
- 1991: Richard Stone, economista británico (n. 1913).
- 1992: Paula Frías Allende, hija de la escritora chilena Isabel Allende (n. 1963).
- 1993: Don Ameche, actor estadounidense (n. 1908).
- 1994: Gian Maria Volonté, actor italiano (n. 1933).
- 1995: Luis Regueiro, futbolista español (n. 1908).
- 1998: César Baldaccini, escultor francés (n. 1921).
- 2000: Enrique Anderson Imbert, escritor argentino (n. 1910).
- 2000: Werner Klemperer, actor alemán (n. 1920).
- 2003: Hans Hotter, barítono alemán (n. 1909).
- 2003: José María Jiménez, ciclista español (n. 1971).
- 2005: Charly Gaul, ciclista luxemburgués (n. 1932).
- 2007: Ralph M. Wiltgen, sacerdote y escritor católico (n. 1921)
- 2008: Dino Formaggio, filósofo italiano (n. 1914).
- 2009: Pedro Altares, periodista español[4] (n. 1935).
- 2011: Chucho Ferrer, músico mexicano (n. 1929).
- 2011: Wilson Choperena, músico colombiano (n. 1923).
- 2013: Nya Quesada, actriz argentina (n. 1919).
- 2014: Ralph H. Baer, ingeniero e inventor alemán (n. 1922).
- 2015: Rogelio González Pizaña, narcotraficante mexicano (n. 1974).
- 2015: Franzl Lang, artista de folclor alemán (n. 1930).
- 2018: Pete Shelley, músico, compositor y cantante británico (n. 1943).
- 2019: Bartomeu Melià, jesuita, lingüista y antropólogo español (n. 1932).
- 2020: Carlos Sobrini, arquitecto español (n. 1925).
- 2020: Tabaré Vázquez, médico y político uruguayo, presidente de Uruguay entre 2005-2010 y 2015-2020 (n. 1940).
- 2021: Herb Jones, baloncestista estadounidense (n. 1970).
- 2021: Kåre Willoch, economista y político noruego (n. 1928).
- 2021: Klaus von Beyme, politólogo alemán (n. 1934).
- 2021: Masayuki Uemura, ingeniero, productor de videojuegos y profesor japonés (n. 1943).}
- 2021: Marvin Morgan, futbolista inglés (n. 1983).
- 2021: Mila Moreira, actriz, escritora, periodista, presentadora, empresaria y modelo brasileña (n. 1946).
- 2022: Ichirō Mizuki, seiyū, actor, cantautor y compositor japonés (n. 1948).
- 2024: Phelekezela Mphoko, político zimbabuense, presidente de Zimbabue en 2017 (n. 1940).

## Celebraciones
Por países
(Por orden alfabético)
- Argentina:
  - Día Nacional del Gaucho.[5]En conmemoración de la publicación de las obras El Gaucho Martín Fierro (1872) y La vuelta de Martín Fierro (1879), escritas por el autor argentino José Hernández.
  - Día Nacional del Productor de Radio y Televisión.

- Canadá: 
  - Día Nacional del Recuerdo y Acción contra la Violencia hacia la Mujer.

- Ecuador: 
  - Fundación de Quito.

- España: 
  - Día de la Constitución.
(festivo nacional).

- Finlandia: 
  - Día de la Independencia.

- México:
  - Día del Mesero.

- Perú: 
  - Día de la Policía Nacional del Perú.

- Uruguay: 
  - Día Nacional del Psicólogo.

### Santoral católico

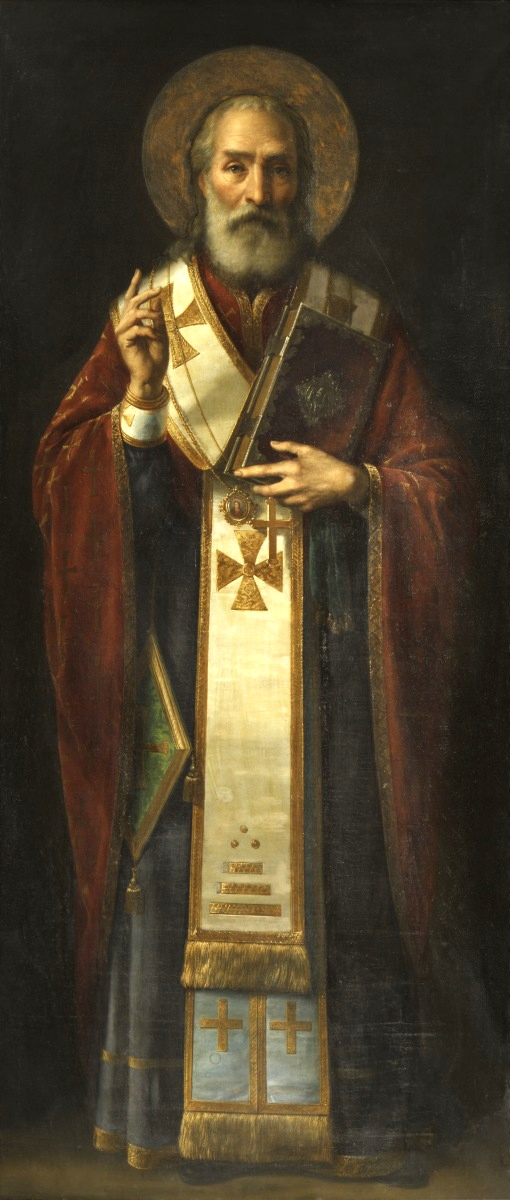
San Nicolás de Bari.

- San Nicolás de Mira, obispo (s. IV).[6] También conocido como San Nicolás de Bari.[7](imagen ilustrativa).
- Santa Asela de Roma, virgen (c. 385).[6]
- Santos mártires de África (Dionisia, Mayórico, Emilio, Dativa, Leoncia, Tercio, Bonifacio Sibidense, Servio y Victoriosa) (484).[6]
- San Obicio de Brescia (1204).[6]
- San José Nguyen Duy Khang, mártir y catequista (1861).[6]
- Beato Pedro Pascual, obispo y mártir (1300).[6]
- Beata Luisa María Frías Cañizares, virgen y mártir (1936).[6]

 Por países
(Por orden alfabético)
- Bélgica: 
  - Fiesta de San Nicolás[8](Sinterklaas).